# Philipp Heinrich Ast

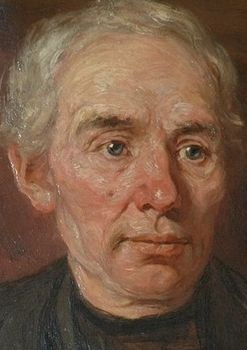
Philipp Heinrich Ast (Ausschnitt aus einem Ölgemälde in der Alten Rats-Apotheke in Winsen an der Luhe)

Philipp Heinrich Ast (* 4. April 1848 in Gronau (Leine); † 15. August 1921 in Radbruch; genannt Schäfer Ast) war ein norddeutscher Schäfer und zu seiner Zeit ein berühmter Kräuterheilkundiger, „der durch Kräutertees und durch starken seelischen Einfluss auf Kranke wirkte“, also aus heutiger Sicht ein Quacksalber.

## Leben
Ast war der Sohn des Schäfers Ernst Heinrich Ast und dessen Ehefrau Hanna Maria Dorothea Henriette Möhle. Sein Sohn Philipp Heinrich wurde ebenfalls Schäfer, übernahm aber noch eine andere „Fähigkeit“ seines Vaters: das „Kurieren“ von krankem Vieh und das „Heilen“ kranker Menschen. In der Familie Ast hatte diese „Heilkunst“ Tradition.
Im Jahr 1872 zog Ast nach Lüdersburg, wo sein Onkel Schafmeister im Dienste des Barons von Spörcken war. Im April 1873 trat Ast in Radbruch eine Stelle auf dem Hof Nr. 2 (Eigentümer Ludwig Ahlers, jetzt Hof Fischer) an. Ast war inzwischen schon in der Gegend bekannt, denn er kam als Schafscherer weit herum, und es sprach sich herum, dass er krankes Vieh „heilen“ konnte. Es gab aber noch einen anderen Grund für den Wechsel: Die Hebamme Anna Dorothea Ahlers (1841–1922), Tochter des Häuslers Ludwig Ahlers (1797–1872) und dessen Ehefrau Anna Catharina Schmidt (1815–1871). Ast heiratete sie am 26. Dezember 1873, das Ehepaar hatte fünf Kinder: Johanne Karoline Magdalena Ast (1874–1902), Heinrich Peter Philipp Ast (1875–1952), Conrad Franz August Ast (1878–1878), Wilhelm Alfred Ast (1880–1881) und Carl Otto Ast (1882–1957). Letzterer hatte mit seiner Frau Olli, geb. Wilkens, zwei Töchter, Olga und Ursel, die die beiden Brüder Wilhelm und Heinrich Keller heirateten.
Als Ast die Möglichkeit hatte, für seine kleine Familie die Abbauerstelle 58 (jetzt: Bardowicker Straße 62) zu kaufen, wollte er zugreifen. Jedoch kein Radbrucher wollte ihm dafür Hilfe oder Kredit gewähren, was er ihnen zeitlebens nicht vergaß. Schließlich lieh ihm Peter Wilkens aus Stelle (Landkreis Harburg), dem er ein wertvolles Pferd „kuriert“ hatte, das nötige Geld. Am 29. September 1888 bezog Ast das neue Haus, wo er bis zu seinem Tode lebte und sich einen großen Namen als „Heilkundiger“ machte. Die Zutaten für seine Mixturen bezog er zunächst aus Thüringen. Ab 1883 versorgte er sich in Meineckes Winsener Apotheke (heute Alte Rats-Apotheke).
Neben den eigenen Erfahrungen und Methoden war ein Rezeptbüchlein für ihn von großer Bedeutung, das er von seinem Vater 1878 geerbt hatte. Dass er seine „Medizin“ nach diesen Geheimrezepten selbst mischte, brachte ihm 1893 eine Geldstrafe von 75 Mark wegen unerlaubten Herstellens von Medikamenten ein. Die Zeitungsberichte darüber waren allerdings die beste Werbung; bald kamen Scharen von Heilungssuchenden nach Radbruch. Wegen seiner „Medikamente“ stand Ast noch mehrfach vor Gericht. Doch schließlich fand er gemeinsam mit Meinecke die Lösung: Er gab den Patienten nur noch einen Nummernzettel mit. Der Apotheker schlug die Nummer im Buch nach und mixte die entsprechende Medizin.
Von der Ast'schen „Heil“-Tätigkeit profitierten auch noch andere. In Radbruch blühte der Fremdenverkehr, Gaststätten und Wartesäle wurden eröffnet. Die Patienten kamen per Bahn und wurden mit Droschken zum Hause Ast gefahren. Die Züge waren überfüllt, man kam mit dem Drucken der Fahrkarten kaum nach und musste Gruppenfahrscheine ausgeben. Im Jahr 1894 behandelte Ast bis zu tausend Menschen am Tag. Die deutsche Presse berichtete ausführlich darüber. Sogar Berliner Zeitungen schickten Berichterstatter nach Radbruch. Die Art der „Behandlung“ beschrieben die Winsener Nachrichten am 9. November 1884: „... sonderbar ist die Art und Weise, wie der 'Wunderdoctor' die Krankheiten behandelt. Ein Büschel Haare aus dem Nacken des Kranken wird ihm mitgebracht, oder er schneidet es, wenn die Kranken persönlich kommen, selbst ab; er hält die Haare gegen das Licht und betrachtet dieselben kurze Zeit durch ein Vergrößerungsglas, und dann giebt er die Krankheit der betreffenden Person an ...“
Bei soviel Andrang musste Ast rationell arbeiten. Er ließ immer zehn Patienten auf einmal ins Sprechzimmer rufen. Von diesen bestimmte er einen zum Schreiber, der die Nummernzettel zu notieren hatte. Bezahlt wurde durch Geschenke. Für mittellose Patienten war die Hilfe manchmal kostenlos.
So kam Heinrich Ast, der Schäfer, schließlich zu großem Wohlstand, kaufte 1910 den Meierhof und legte sein Geld in weiteren Höfen und Gütern an.
Ast wurde in Bardowick beerdigt. Seinem Freund Peter Wilkens hatte er noch den Grabstein gezeigt. Asts Nachkommen leben noch heute in Radbruch, und seine „Medizin“ gibt es immer noch in der Apotheke in Winsen zu kaufen.

## Ehrungen
- In seiner Geburtsstadt Gronau ist der Schäfer-Ast-Weg nach ihm benannt.
- Auch im Ort Prerow gibt es einen Schäfer-Ast-Weg, der allerdings an den Künstler Albert Schäfer-Ast erinnert.
- In seinem Wohnort Radbruch gibt es die Schäfer-Ast-Straße, an der die Schäfer-Ast-Grundschule liegt.
- Im Freilichtmuseum am Kiekeberg gibt es den Schäfer-Ast-Garten.
- Die Person des „Schäfers Ast“ erscheint in Eberhard Sievers’ Erzählung Die fürchterlichen Kopfschmerzen (in: Großvaters Geschichten, Norderstedt 2011, ISBN 978-3-8448-8184-4).